# نوبوكو يامادا
نوبوكو يامادا (باليابانية: 山田 信子) ، هي مغنية وممثلة يابانية، من مواليد 4 نوفمبر 1963م، ويلقبها نوكو.

## حياتها
ولدت نوكو ونشأت في مدينة أوراوا اليابانية، وبدأت حياتها الغنائية عام 1983م، وفي عام 1989م شاركت في فيلم سويت هوم اليابانية، عن قصة القصر المسكون.

## وصلات خارجية
- نوبوكو يامادا على موقع IMDb (الإنجليزية)
- نوبوكو يامادا على موقع ألو سيني (الفرنسية)
- نوبوكو يامادا على موقع ميوزك برينز (الإنجليزية)
- نوبوكو يامادا على موقع ديسكوغز (الإنجليزية)
- نوبوكو يامادا على موقع قاعدة بيانات الفيلم (الإنجليزية)
- نوبوكو يامادا على موقع كينوبويسك (الروسية)

- Nokko Official Site (jp)
- Fan page with complete discography (jp)